# Kay Voser
Kay Voser (Baden, Suiza, 4 de enero de 1987) es un futbolista suizo. Juega de defensa.

## Selección nacional
Ha sido internacional con la selección de fútbol de Suiza en categorías inferiores.

## Clubes
| Club                    | País           | Año       |
| ----------------------- | -------------- | --------- |
| Grasshopper-Club Zürich | Suiza          | 2005-2011 |
| FC Basel                | Suiza          | 2011-2014 |
| Fulham                  | Inglaterra     | 2014-2016 |
| FC Sion                 | Suiza          | 2016      |
| FC Zürich               | Suiza          | 2016-2018 |
| Charlotte Independence  | Estados Unidos | 2018      |